# Fuente de Moisés
La Fuente de Moisés (en alemán: Mosesbrunnen) es una fuente en plaza de la Catedral en la ciudad vieja de Berna, Suiza. Se trata de una propiedad cultural suiza de importancia nacional y es parte del Patrimonio de la Humanidad declarado por la UNESCO en la ciudad vieja de Berna. 
La estatua data de 1544. Después de los daños producidos por una tormenta fue reconstruida en 1790-1791. La taza de estilo Luis XVI fue diseñada por Niklaus Sprüngli. La estatua representa a Moisés con los Diez Mandamientos para las tribus de Israel. 